# Oh My My
Oh My My — четвёртый студийный альбом американской поп-рок группы OneRepublic, релиз которого состоялся 7 октября 2016 года. Альбом дебютировал на третьей строчке американского чарта Billboard 200 и был продан в количестве 46 000 копий за первую неделю продаж, из которых 35 000 были проданы не через цифровую дистрибуцию.

## Об альбоме

### Создание
Запись альбома началась в конце 2014 года, когда Райан Теддер, фронтмен группы, завершил работу над альбомами Адель 25 и U2 Songs of Innocence. Запись альбома началась в Польше. В нескольких интервью Теддер заявлял, что новый альбом заметно отличается от предыдущего альбома Native и является лучшей записью, которая группа когда-либо делала.
Запись альбома проходила в отелях по всему миру. Например, песня «Future Looks Good» была написана в Рио-де-Жанейро и записана в Сан-Паулу, а песня «Kids» была создана в Японии и в Мехико. Из-за постоянных переездов группа пыталась сделать альбом, в котором будет доминировать цифровая музыка. Тем не менее в интервью журналу Wonderland Теддер отмечал, что ему кажется, что в современной музыке не хватает чего-то человеческого, так как в современном мире многие музыкальные записи делаются полностью на ноутбуках, без участия музыкальных инструментов. Потому он решил сделать современный альбом, но с участием музыкальных инструментов, чтобы «слушатель смог услышать живых музыкантов».
В интервью журналу Billboard Теддер отметил, что альбом записывался 18 месяцев, и это самое большое время, которое группа тратила на один проект. В записи альбома приняли участие Питер Гэбриэл, бывший фронтмен группы Genesis, Роми Мэдли Крофт из группы The xx и французский дуэт Cassius, из-за чего, по словам Теддера, «песни складывались из очень отдалённых мест».
25 августа группа написала в Твиттере, что релиз нового альбома Oh My My состоится 7 октября 2016 года. Обложка альбома была представлена шесть дней спустя.

### Вдохновение
По словам Теддера, на Oh My My повлияло творчество многих французских коллективов, таких, как Cassius (приглашённые музыканты на песне «Oh My My»), M83 (песня «Midnight City» послужила вдохновением для сингла «Kids») и Daft Punk. Также на альбом повлияла шведская группа Miike Snow.

### Синглы
Первый сингл c альбома, «Wherever I Go», был выпущен 13 мая 2016 года. В июле 2016 года песня заняла 55 позицию чарта Billboard Hot 100. Второй сингл, «Kids», был выпущен 12 августа 2016. Помимо этого, с альбома вышло два промосингла: «Future Looks Good» и «A.I» при участии Питера Гэбриэла. Третьим синглом становится песня «Let's Hurt Tonight», клип к нему вышел 6 декабря в сопровождении кадров из фильма «Призрачная красота», к которому он является саундтреком. Сингл был выпущен 9 января 2017 года.

## Рецензии
| Совокупная оценка    | Совокупная оценка |
| Источник             | Оценка            |
| -------------------- | ----------------- |
| Metacritic           | 66/100            |
| Оценки критиков      |                   |
| Источник             | Оценка            |
| Иноязычные издания   |                   |
| Allmusic             | [ 12 ]            |
| Entertainment Weekly | B                 |
| The Guardian         | [ 14 ]            |
| Sputnikmusic         | 1.5/5             |

В целом альбом был положительно принят критиками. Metacritic ставит альбому 66 баллов из 100 на основании 4 рецензий с вердиктом «преимущественно положительные отзывы».
Мадисон Вэйн из Entertainment Weekly пишет, что Oh My My является самым разнообразно звучащим альбомом за всю дискографию группы, отмечая в нём такие жанры, как электро, стадионный рок, госпел, R'n'B, фанк и другие. Помимо этого он отмечает, что, возможно, на альбом повлиял продюсерский опыт Райана Теддера, который до участия в группе работал с Адель, Бейонсе, One Direction и Тейлор Свифт. Нил З. Йеунг из Allmusic также высоко оценил альбом, отмечая, что группа не растеряла свой потенциал с предыдущего альбома и создала ещё одну хорошую запись и называет Теддера «одним из лучших авторов поколения» (англ. one of the best songwriters of a generation).
Кэролайн Салливан из The Guardian ставит альбому три звезды из пяти. В своей рецензии она пишет, что из-за разнообразия жанров OneRepblic не может сформировать собственное звучание, и альбом звучит так, будто Райан Теддер до сих пор пытается найти себе продюсерскую работу у Адель или Бейонсе. SowingSeason с сайта Sputnikmusic даёт альбому очень низкую оценку, надеясь, что у квинтета к моменту написания альбома неожиданно закончились идеи, и у них в планы не входило создавать унылый часовой радио-поп-альбом, в котором «при критике одной песни можно критиковать весь альбом» (англ. Critiquing one track on this album is kind of like critiquing them all). Из всего альбома он выделяет лишь две песни: «Future Looks Good» и «Kids», а также утверждает, что по сравнению с дебютным альбомом Dreaming Out Loud группа растеряла весь свой потенциал и черты, которые придавали ей уникальности по сравнению с другими поп-коллективами.

## Список композиций
| №                   | Название                     | Автор(ы)                                             | Продюсеры                                 | Длительность |
| ------------------- | ---------------------------- | ---------------------------------------------------- | ----------------------------------------- | ------------ |
| 1.                  | «Let's Hurt Tonight»         | Райан Теддер Ноэль Занканелла [англ.]                | Теддер Занканелла                         | 3:14         |
| 2.                  | «Future Looks Good»          | Теддер Брент Катцл                                   | Катцл Теддер                              | 3:30         |
| 3.                  | «Oh My My» (feat. Cassius)   | Теддер Катцл Занканелла                              | Теддер Катцл Занканелла Cassius (доп.)    | 3:38         |
| 4.                  | «Kids»                       | Теддер Катцл Брэндон Майкл Коллинз Стив Уилмот       | Катцл Теддер Уилмот (доп.)                | 3:58         |
| 5.                  | «Dream»                      | Теддер Катцл Занканелла                              | Теддер Катцл Занканелла                   | 3:31         |
| 6.                  | «Choke»                      | Теддер Занканелла                                    | Теддер Занканелла                         | 3:46         |
| 7.                  | «A.I.» (feat. Питер Гэбриэл) | Теддер Катцл Питер Гэбриэл Уилмот                    | Теддер Катцл Уилмот                       | 5:09         |
| 8.                  | «Better»                     | Теддер Катцл Уилмот Джеймс Дзурис Джозеф Дзурис      | Теддер Катцл Уилмот MojaveGhst            | 3:24         |
| 9.                  | «Born»                       | Теддер Занканелла Катцл Бенни Бланко Аммар Малик     | Теддер Бланко Катцл Занканелла            | 4:25         |
| 10.                 | «Fingertips»                 | Теддер Занканелла Бланко Роми Мэдли Крофт ( The xx ) | Бланко Теддер                             | 4:15         |
| 11.                 | «Human»                      | Теддер Занканелла Дрю Браун                          | Теддер Занканелла Зак Скелтон (доп.)      | 3:40         |
| 12.                 | «Lift Me Up»                 | Теддер Катцл                                         | Катцл Теддер MojaveGhst (доп.)            | 3:46         |
| 13.                 | «NbHD» (feat. Сантиголд)     | Теддер Катцл Дзурис Браун Санти Уайт                 | Катцл MojaveGhst                          | 3:44         |
| 14.                 | «Wherever I Go»              | Теддер Катцл Занканелла                              | Теддер Катцл Занканелла                   | 2:49         |
| 15.                 | «All These Things»           | Теддер Занканелла                                    | Теддер Занканелла Katalyst [англ.] (доп.) | 3:19         |
| 16.                 | «Heaven»                     | Теддер Катцл                                         | Теддер Катцл Уилмот (доп.)                | 4:18         |
| Общая длительность: | Общая длительность:          | Общая длительность:                                  | Общая длительность:                       | 60:26        |

| №                   | Название                       | Автор(ы)                                        | Продюсеры                    | Длительность |
| ------------------- | ------------------------------ | ----------------------------------------------- | ---------------------------- | ------------ |
| 17.                 | «Colors»                       | Теддер Катцл Эдди Фишер Занканелла              | Теддер Занканелла Катцл      | 3:51         |
| 18.                 | «The Less I Know»              | Теддер Зак Филкинс                              | Теддер                       | 3:44         |
| 19.                 | «Heaven» (акустическая версия) | Теддер Катцл                                    | Катцл Уилмот                 | 3:53         |
| 20.                 | «Better» (струнная версия)     | Теддер Катцл Уилмот Джеймс Дзурис Джозеф Дзурис | Брэндон Коллинз Катцл Уилмот | 3:23         |
| Общая длительность: | Общая длительность:            | Общая длительность:                             | Общая длительность:          | 75:19        |

## Чарты
| Чарт(2016)                          | Высшая позиция |
| ----------------------------------- | -------------- |
| Австралия (ARIA)                    | 8              |
| Австрия (Ö3 Austria)                | 8              |
| Бельгия/Фландрия (Ultratop)         | 25             |
| Бельгия/Валлония (Ultratop)         | 22             |
| Канада (Canadian Albums Chart)      | 4              |
| Danish Albums (Hitlisten)           | 35             |
| Нидерланды (Album Top 100)          | 14             |
| Финляндия (Suomen virallinen lista) | 27             |
| French Albums (SNEP)                | 40             |
| Германия (Offizielle Top 100)       | 6              |
| Greek Albums (IFPI Greece)          | 26             |
| Венгрия (MAHASZ)                    | 26             |
| Ирландия (IRMA)                     | 5              |
| Италия (Classifica album)           | 9              |
| Новая Зеландия (RMNZ)               | 5              |
| Норвегия (VG-lista)                 | 14             |
| Польша (ZPAV)                       | 18             |
| Португалия (AFP)                    | 36             |
| Шотландия (Scottish Albums Chart)   | 3              |
| Spanish Albums (PROMUSICAE)         | 16             |
| Швеция (Sverigetopplistan)          | 25             |
| Швейцария (Schweizer Hitparade)     | 3              |
| Taiwanese Albums (Five Music)       | 1              |
| Великобритания (UK Albums Chart)    | 6              |
| США (Billboard 200)                 | 3              |

## Участники записи[12]
| - Райан Теддер — композитор, продюсер, вокал, бэк-вокал, музыкальные инструменты - Зак Филкинс — гитара - Эдди Фишер — ударные - Брент Катцл — композитор, продюсер - Дрю Браун — композитор - Питер Гэбриэл — «A.I.» - Сантиголд — «NbHD» - Cassius — «Oh My My» | - Ричард Чэппелл - Мэтти Грин - Джон Хейнс - Кристофер Генри - Майк Персанте - Rich Rich - Дэйв Шверколт - Тайлер Спрай | - Крис Галланд - Сербан Генеа - Джон Хейнс - Джо Зук - Роми Мэдли Крофт (The xx) - Аммар Малик - Санти Уайт | - Брэндон Майкл Коллинз — продюсер - Бенни Бланко — продюсер, композитор - Пол Нельсон — виолончель - Роберт Стивенсон — аранжировщик - Зак Скелтон — продюсер - Джеймс и Джозеф Дзурисы (MojaveGhst) — продюсеры, композиторы - Стив Уилмот — продюсер, звукоинженер, вокодер - Ноэль Занканелла — продюсер, композитор, музыкальное программирование |